# Rudolf Wesenberg
Rudolf Wesenberg (* 19. November 1910 in Stargard; † 20. Mai 1974 in Bonn) war ein deutscher Kunsthistoriker und Denkmalpfleger.

## Leben
Wesenberg studierte 1931 bis 1935 Kunstwissenschaft und Philosophie in Berlin, Wien, München und Gießen, wo er bei Christian Rauch mit einer Arbeit über das gotische Sakramentshaus promoviert wurde. 1936 wurde er Mitarbeiter von Friedrich Bleibaum beim Landeskonservator von Hessen und Kassel. Nach kriegsbedingter Unterbrechung wurde er 1947 Assistent des Landeskonservators in Braunschweig und 1950 in Hannover, wo er sich an der Technischen Hochschule mit einer vom Deutschen Verein für Kunstwissenschaft publizierten Arbeit über die frühromanische Plastik der Zeit Bischof Bernwards von Hildesheim habilitierte. Von 1956 bis 1970 leitete er als Landeskonservator das  Rheinische Amt für Denkmalpflege, gleichzeitig lehrte er als Honorarprofessor an der Universität Bonn. Auf die neuen Herausforderungen an die Denkmalpflege reagierte er durch die Einrichtung eines Referats für Technische Kulturdenkmäler. Zusammen mit Albert Verbeek begründete er die Reihe Die Kunstdenkmäler des Rheinlandes, die das ältere Kunstdenkmälerinventar fortsetzte. 1970 wurde Wesenberg als Nachfolger von Walter Bader zum Referenten für Denkmalpflege im Kultusministerium von Nordrhein-Westfalen in Düsseldorf ernannt.

## Würdigung
Für die Erweiterung des Denkmalbegriffs spielten „der rheinische Landeskonservator Rudolf Wesenberg und sein Mitarbeiter Roland Günter ... Ende der 1960er Jahre eine Schlüsselrolle.“

## Schriften (Auswahl)
- Das gotische Sakramentshaus, Entstehung und künstlerische Gestaltung dargestellt an Beispielen Hessens und des Mittelrheingebietes. Gutenberg, Melsungen 1937.
- Wino von Helmarshausen und das kreuzförmige Oktogon. In: Zeitschrift für Kunstgeschichte 12, 1949, S. 30–40.
- Bernwardinische Plastik. Zur ottonischen Kunst unter Bischof Bernward von Hildesheim. Deutscher Verein für Kunstwissenschaft, Berlin 1955.
- Curvatura Erkanbaldi abbatis: Bestimmung und Datierung der silbernen Krümme im Domschatz Hildesheim. F. Steiner, Hildesheim 1957.
- Der Bronzekruzifixus des Mindener Doms. In: Westfalen 37, 1959, S. 57–69.
- Das Bucco-Kreuz im Halberstädter Domschatz: ein kölnisches Bildwerk des 11. Jahrhunderts. Böhlau, Köln 1967.
- Frühe mittelalterliche Bildwerke. Die Schulen rheinischer Skulptur und ihre Ausstrahlung. Schwann, Düsseldorf 1972, ISBN 978-350-800179-3.